# Iki, Nagasaki
Iki (japanska: 壱岐市 ?, Iki-shi) är en stad i Nagasaki prefektur i Japan. Staden bildades 2004 genom en sammanslagning av kommunerna Ashibe, Gonoura, Ishida och Katsumoto. Staden består av ön Iki och fyra mindre bebodda öar samt 19 obebodda öar.